# Болдвін (Джорджія)
Болдвін (англ. Baldwin) — місто (англ. city) в США, в округах Гейбершем і Бенкс штату Джорджія. Населення — 3629 осіб (2020).

## Географія
Болдвін розташований за координатами 34°29′14″ пн. ш. 83°32′53″ зх. д. / 34.48722° пн. ш. 83.54806° зх. д. (34.487341, -83.547939).  За даними Бюро перепису населення США в 2010 році місто мало площу 12,74 км², з яких 12,71 км² — суходіл та 0,03 км² — водойми.

## Демографія
Згідно з переписом 2010 року, у місті мешкало 3279 осіб у 1083 домогосподарствах у складі 788 родин. Густота населення становила 257 осіб/км².  Було 1278 помешкань (100/км²).
Расовий склад населення:
| - 73,3 % — білих - 3,5 % — чорних або афроамериканців - 2,8 % — азіатів - 1,7 % — корінних американців - 0,2 % — вихідців з тихоокеанських островів - 16,8 % — осіб інших рас |

До двох чи більше рас належало 1,8 %. Частка іспаномовних становила 37,4 % від усіх жителів.
За віковим діапазоном населення розподілялося таким чином: 30,9 % — особи молодші 18 років, 56,2 % — особи у віці 18—64 років, 12,9 % — особи у віці 65 років та старші. Медіана віку мешканця становила 31,0 року. На 100 осіб жіночої статі у місті припадало 89,5 чоловіків;  на 100 жінок у віці від 18 років та старших — 86,7 чоловіків також старших 18 років.
Середній дохід на одне домашнє господарство  становив 42 624 долари США (медіана — 33 319), а середній дохід на одну сім'ю — 42 143 долари (медіана — 33 750). Медіана доходів становила 32 361 долар для чоловіків та 27 279 доларів для жінок. За межею бідності перебувало 33,4 % осіб, у тому числі 50,2 % дітей у віці до 18 років та 6,0 % осіб у віці 65 років та старших.
Цивільне працевлаштоване населення становило 1272 особи. Основні галузі зайнятості: виробництво — 17,1 %, будівництво — 15,7 %, освіта, охорона здоров'я та соціальна допомога — 14,7 %.